# 무료게임타운
《무료게임타운》(약칭 무게타)은 엔타즈가 개발하여 KT 휴대전화 이용자에게 제공하였던 복합 모바일 서비스이다. 자바 기반 애플리케이션을 다운로드 받아 접속하게 되며, 데이터 요금이 발생하지 않기 때문에 '무료'라고 홍보하고 있다. 2012년 8월 1일을 끝으로 서비스를 종료하였다.

## 역사
2007년 12월부터 클로즈베타 서비스를 시작한 무료게임타운은 2008년 4월 1일에 KT(당시 KTF)로 정식 오픈하여 서비스를 시작하였다. 한국 뿐만이 아니라, 세계 최초의 정보료/통화료 통합 무료서비스로서의 역사를 가지고 있다.
무료게임타운은 서비스를 시작할 당시에는 번호마다 다른 계정으로 운영했으나 100만명 이상이 회원으로 등록되어 실명제를 도입했으며 2010년 10월 말에 안드로이드와 iOS 등의 운영체제에서 서비스를 하기 위한 일환으로 로그인 시스템이 도입되었다. 그 뒤로 2010년 12월 1일에 iOS용 애플리케이션이 출시되었다. 하지만 이에 따라 컴퓨터로도 무료게임타운이 가능(일명 컴게타)해짐에 따라 도배글, 버그 악용 등 많은 폐해가 생겨났다.
2011년에 안드로이드용 애플리케이션이 올레마켓, T 스토어에도 등록되어 대한민국 내 모든 안드로이드폰에서 사용이 가능하게 되었다.
2012년 8월 1일, 무료게임타운은 운영 관련 문제와 스마트폰 게임사업에 매진하기 위해 폐지되었다.

## 서비스
서비스 문단은 무료게임타운의 사이트맵을 기준으로 문단을 나누고 일부 서비스는 한 문단에 묶어놓았으며, 일부 서비스는 생략되었다.

#### 게임
무료게임타운의 주 서비스로, 초창기부터 미니게임, 캐주얼 게임을 중심으로 꾸준히 무료 게임을 업데이트하였다. 이 게임의 다운로드 및 실행에도 데이터통화료가 부과되지 않기 때문에, 완전 무료 게임이라는 입소문으로 초기 사용자 유입에 큰 몫을 했다.
그 후 오목, 장기 등 온라인 보드게임의 아이템과 리듬게임인 〈리듬에 맡겨라〉의 음원을 유료화하였으며, 내부 입점 형식으로 〈아라대전맞고〉를 서비스하고 있다. 2009년 말에 <타운낚시왕>이라는 낚시게임이 오픈하였다.
이중, 온라인 보드게임은 클로버를 지원하므로 광고 구독만으로도 아이템을 얻을 수 있으나, <아라대전맞고〉의 아이템은 2009년 11월부터 정보이용료를 이용한 현금 결제로만 구매할 수 있도록 바뀌었다.
2010년에는 〈용사깡통차기〉, 〈무게타 캐릭터 퍼즐〉, 〈날아라 돌쇠 1호〉등의 비기 게임과 <트레져 헌터>라는 SNG(소셜 네트워크 게임)를 개발하여 인기를 끌었다. 하지만 네트워크 게임의 유료 아이템 판매를 중지하였고 2010년에 무료게임타운 메인을 개편(2010년 두 번째 개편)한 뒤 이용률이 저조하게 되었다.

#### 폰피
모바일 미니홈피라는 개념으로 폰피 서비스를 제공하고 있다.

#### 충전소
무료게임타운의 사이버 머니인 클로버를 충전하는 곳이다. 처음에는 클로버를 현금으로 직접 충전할 수 있었으나 중단되었고 그 대신에 프리미엄 아바타를 구입함으로써 클로버를 추가로 충전할 수 있으며, 행운의 복주머니 메뉴를 통해 클로버와 아이템을 랜덤으로 받을 수 있고, 출석 체크를 통해 출석을 하여 일요일이 지난 월요일 새벽 4시에 클로버를 받을 수 있다. 친구 초대를 통해 클로버를 받을 수도 있다. AD ZONE 메뉴를 통해 무료게임타운에 게재된 광고를 클릭함으로써도 충전 가능하다. 또한 미니게임을 통하여 등급을 매겨 클로버를 받는 방법이 있다.
- 2012년 5월 11일, 충전 수단인 광고 서비스가 중단되어 클로버를 받을 수 있는 방법이 사라졌다.
- 2012년 4월 23일, 클로버 충전수단인 미니게임(점수에 등급을 매겨 클로버를 100~200정도를 버는 것)이 중단되었다. 그래서 광고만 남게 되었는데 그 후 광고도 폐지되어 더 이상 클로버를 받을 수 있는 수단이 없다.

### 무게타라이프(커뮤니티)
- 아바타&아이템샵: 아바타 아이템을 살 수 있고 아이템 뽑기를 할 수 있으며 아이템 합성도 할 수 있는 곳이다.
- 닉네임샵: 사이버 머니인 클로버로 무료게임타운에 가입할 때 입력한 닉네임을 바꿀 수 있는 서비스이다. 무료게임타운이 서비스를 시작했을 당시에는 무료게임타운에 가입할 때 입력한 닉네임을 바꿀 수 없었다.

### 종료된 서비스
- 타운노트: 무료게임타운에 가입된 사람들의 일기를 실시간으로 볼 수 있다. (후에 '오픈노트'라는 서비스가 생겼다.)
- 타운뮤직: 최신·인기 차트가 매일 업데이트가 되어 기본적으로 벨소리, 통화연결음을 유료로 구매 할 수 있는 곳이다. 유료서비스 외에도, 무료로 샘플음원을 미리듣기 할 수 있고, 음악에 대한 생각이나 느낌을 타운노트를 통해 공유할 수도 있다.
- 무게타 노래방: 무료게임타운에서 노래 반주와 가사를 제공해 노래를 부를 수 있게 하는 서비스이다. 무료게임타운의 리듬에 맡겨라 음원 곡을 무게타 노래방 음원으로 유료로 교환할 수 있다.
- 타운생활: 날씨와 지하철 노선 검색을 할 수 있다. 버스 노선 검색은 준비중에 있다. (서비스 중단)
- 타운운세: 오늘의 운세, 오늘의 별자리 운세, 오늘의 바이오 리듬 등의 운세 메뉴가 있다. (서비스 중단)
- 스타트윗: 실시간으로 스타들이 트위터에 업데이트한 Tweets을 제공하는 서비스이다. 트위터와 계약이 만료되어 지금은 서비스하지 않는다.
- 스타폰피: 스타크래프트 프로 게임단 KT 롤스터의 선수, 허경영 등의 유명인사의 폰피를 유치한 곳이다.
- 무게타 뉴스: 2010년에 무료게임타운의 메인이 개편(2010년 첫 번째 개편)되었을 때 생긴 서비스로 연합뉴스, 블로터닷넷에서 뉴스를 제공하였다. 하지만 타운뉴스는 별 다른 공지도 없이 서비스가 중단되었다.
- 유료상점: 2012년 1월 19일, 무료게임타운에서 지원되는 복주머니,프리미엄 아바타 등, 유료지원 서비스를 중단하였다.
- 회원가입 서비스:2011년9월1일 무료게임타운의 회원가입 서비스가 방송통신위원회의 주민등록번호 수집 불가 지침으로 인하여 부득이하게 로그인 시스템 및 회원가입 시스템의 전면적인 수정이 필요하여 부득이하게 별 다른 공지없이 가입을 중단하여서 사용자들에게 큰 비판을 받았지만 이후 아무런 수정없이 무게타가 종료하였다.
- 프로필 사진: 2012년 3월 27일, 무료게임타운에서 지원되는 프로필 사진이 중단되었다.
- 미니게임: 2012년 5월 22일, 무료게임타운의 미니게임서비스가 종료되었다. 이후 트레져헌터, 리듬에 맡겨라 밖에 플레이가 불가능하다. 사용자들은 무게타 링크서비스와 관련하여 플레이를 시도하였다.
- 타운카페: 2012년 5월 29일, 무료게임타운의 타운카페의 서비스가 중단된다.
- 클로버: 2012년 5월 22일, 무료게임타운의 클로버를 획득할 수 있는 모든 서비스가 중단되었다.
- 무게타 뽑기: 언제부터인가, 무료게임타운의 뽑기의 업데이트가 중단되었다. 지금은 "크루즈 파티"외 2개의 회차만 뽑기가 가능하다.
- 초보자 서비스:초보자 서비스는 별 다른 공지도 없이 서비스가 중단되었다.
- 사이트맵:사이트맵은 별 다른 공지도 없이 서비스가 중단되었다.
- 친구초대:무게타가 로그인제도로 변경되면서 점검중이라고 적혀있지만, 서비스 중단에 가깝다.(2010년부터 초대가 불가능했다.)
- 타운소설: 2009년 하반기에 론칭한 서비스로, 작가가 휴대폰으로 소설을 쓰고 독자들이 구독할 수 있도록 하고 있다. 2011년 2월 28일 피처폰에서의 타운소설 서비스는 중지되었지만, 2011년 5월부터 피처폰에서는 '나도 작가다'로 운영진들이 뽑은 작품을 볼 수 있게 되었다. 하지만 서비스가 종료되었다.

이 외에 수능정답확인, 창작공작소, 수다광장, 모디씨, 폰피뉴스, 소울메이트, 지식광장, 타운공감, TV가이드, 퀴즈를 풀어라, 합성, 출석체크, 초보자가이드, 타운소설(스마트폰 제외), 타운뉴스, 친구추천 등이 있다.